# Ivica Pajer
Ivica Pajer (ur. 9 września 1934 w Daruvarze, zm. 17 sierpnia 2006) – jugosłowiańsko-chorwacki aktor. Wystąpił w roli króla Izraela Dawida we włoskim filmie biblijnym Dawid i Goliat (David e Golia, 1960) z Orsonem Wellesem (Saul). Zagrał też rolę Lorenco w dramacie Giuseppe’a De Santisa Droga długa jak rok (La strada lunga un anno, 1958) z Silvaną Pampanini i Massimo Girottim (nagroda na Festiwalu Filmowym w San Francisco), filmie nagrodzonym Złotym Globem i nominowanym do Oscara w kategorii „Najlepszy film obcojęzyczny”.

## Wybrana filmografia

### Filmy fabularne
- 1958: Droga długa jak rok (La strada lunga un anno) jako Lorenco
- 1959: Bez rozkładu jazdy (Vlak bez voznog reda) jako Nikolica
- 1959 Le notti dei Teddy Boys jako Straca
- 1960: Dawid i Goliat (David e Golia) jako Dawid
- 1961: Potraga za zmajem
- 1962: Juliusz Cezar – wielki konkwistador (Giulio Cesare, il conquistatore delle Gallie) jako Klaudiusz Walerian
- 1965: Il tesoro della foresta pietrificata jako Sigmund
- 1973: Little Mother
- 1975: Anno Domini 1573 jako Kupinic
- 1976: Grzechy prywatne, publiczne cnoty (Vizi privati, pubbliche virtù) jako generał
- 1977: Żelazny Krzyż (Cross of Iron)
- 1977: Letaci velikog neba jako Simun
- 1978: Posljednji podvig diverzanta Oblaka jako Luka, syn Oblaka
- 1978: Okupacja w 26 obrazach (Okupacija u 26 slika) jako Vuko
- 1979: Człowiek do zabicia (Covjek koga treba ubiti) jako Ruski Knez
- 1979: Pakleni otok jako partyzancki komandant
- 1982: Trojanski konj (TV) jako Domobranski casnik Juvega
- 1982: Wybór Zofii (Sophie’s Choice) jako ojciec Zofii
- 1983: Pijanist (TV)
- 1986: Obecana zemlja jako Porotnik
- 1989: Seobe
- 1989: Donator jako Dusan Spasic
- 1990: Gavre Princip – Himmel unter Steinen
- 1991: Srcna dama jako Piero
- 1991: Prica iz Hrvatske
- 1996: Siódma kronika (Sedma kronika) jako Roko

### Seriale TV
- 1968: Odyseja (Odissea) jako Eurylochus
- 1979: Anno domini 1573 (Seljačka buna 1573)
- 1982: Nepokoreni grad jako Zatvorski cuvar u Kerestincu
- 1987: Il generale jako Nino Bixio